# توشیرو توموچیکا
توشیرو توموچیکا (انگلیسی: Toshirō Tomochika؛ زادهٔ ۲۴ آوریل ۱۹۷۵) بازیکن فوتبال اهل ژاپن است.